# Yuxarı Qaramanlı
Yuxarı Qaramanlı (azerbajdzjanska: Yuxarı Qaraimanlı) är en ort i Azerbajdzjan.   Den ligger i distriktet Nefttjala, i den sydöstra delen av landet, 120 km sydväst om huvudstaden Baku. Antalet invånare är 2 737.
Terrängen runt Yuxarı Qaramanlı är mycket platt. Närmaste större samhälle är Salyan, 13,7 km norr om Yuxarı Qaramanlı.
Trakten runt Yuxarı Qaramanlı består till största delen av jordbruksmark. Runt Yuxarı Qaramanlı är det ganska glesbefolkat, med 47 invånare per kvadratkilometer.